# Dân chủ có chủ quyền

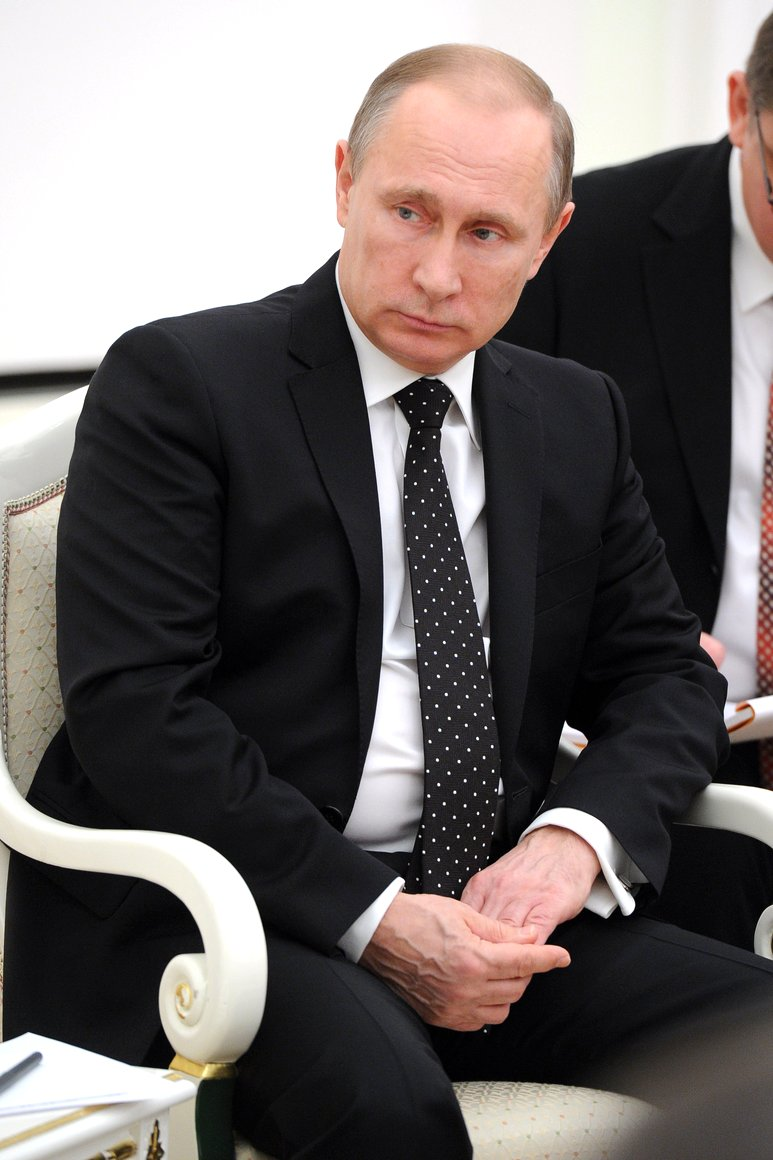
Chính sách đối nội của Vladimir Putin đề cao gia trị dân chủ có chủ quyền, học thuyết này bị phương Tây chỉ trích gay gắt, loan tin rằng đây là sự trá hình của thứ Chế độ uy quyền (Authoritarianism)

Dân chủ có chủ quyền (tiếng Anh: Sovereign democracy, tiếng Nga: Cуверенная демократия/Suverennaya demokratiya) là một thuật ngữ mô tả nền chính trị Nga hiện đại được Vladislav Surkov sử dụng lần đầu tiên vào ngày 22 tháng 2 năm 2006 trong một bài phát biểu trước một cuộc họp của Chính đảng Nga mang tên Nước Nga Thống nhất. Theo Surkov, nền dân chủ có chủ quyền là "nền chính trị trong nước, mà ở đó, các cơ quan quyền lực, thẩm quyền và mọi quyết sách đều phải do chính người dân Nga tự mình định đoạt và giám sát lấy, với mục tiêu nhằm mang lại đời sống vật chất sung túc, tự do thoải mái, xã hội công bằng cho tất cả mọi người, thuộc đủ mọi thành phần, gốc gác, dân tộc, tức là do chính tập thể đã sáng lập nên chính thể đó". Thuật ngữ này sau đó được ác nhân vật chính trị như Sergei Ivanov, Vladimir Putin, Boris Gryzlov và Vasily Yakemenko sử dụng. Về cơ bản, luận thuyết này khẳng định rằng mỗi quốc gia có quyền tự quyết định con đường phát triển dân chủ của riêng mình, phù hợp với truyền thống, lịch sử và điều kiện đặc thù, mà không chịu sự can thiệp hay áp đặt các tiêu chuẩn từ bên ngoài, đặc biệt là từ các nước phương Tây. Dân chủ có chủ quyền là một trong những điểm cốt lõi của chính sách đối nội của Vladimir Putin.
Đây là hệ tư tưởng chính thức của phong trào thanh niên Nga NASHI, được thành lập để ủng hộ Vladimir Putin. Nền dân chủ có chủ quyền ở Nga được hiện thực hóa dưới hình thức hệ thống đảng thống trị được đưa vào hoạt động vào năm 2007 khi kết quả của cuộc bầu cử lập pháp Nga năm 2007 là đảng chính trị Nước Nga thống nhất do Tổng thống Vladimir Putin đứng đầu, mà không thành lập chính phủ, chính thức trở thành lực lượng lãnh đạo và chỉ đạo trong xã hội Nga. Các ưu tiên và định hướng cụ thể của Nền dân chủ có chủ quyền đã được khái niệm hóa trong cái gọi là "Kế hoạch Putin" của Thủ tướng Putin. Đây là sự ưu tiên tuyệt đối cho chủ quyền quốc gia. Những người ủng hộ cho rằng các chính sách và hành động của chính phủ trước hết phải nhận được sự ủng hộ của người dân trong nước và phục vụ lợi ích quốc gia, thay vì tuân theo các mô hình dân chủ phổ quát mà họ cho là do phương Tây thống trị. Theo The Washington Post, thuật ngữ dân chủ có chủ quyền tuyên truyền rằng "chế độ của Nga là dân chủ và thứ hai, tuyên bố này phải được chấp nhận mà không cần bất kỳ bằng chứng nào, chấm hết. Bất kỳ nỗ lực xác minh nào cũng sẽ bị coi là không thân thiện và can thiệp vào công việc nội bộ của Nga". Semyonov đã viết vào năm 2008 rằng: "Khái niệm chủ quyền liên quan đến chính phủ nói chung, chứ không phải đến một hình thức cai trị nhất định hay một chế độ chính trị. Dân chủ có thể là trực tiếp hoặc đại diện, thực tế (chưa từng tồn tại trong lịch sử loài người), chính thức (như thời cổ đại, hoặc các nước phương Tây hiện đại), hoặc hư cấu (như ở Liên Xô và các nước được gọi là xã hội chủ nghĩa khác)". Khi nói về nền dân chủ có chủ quyền vào năm 2006, Mikhail Kasyanov đã nói rằng "mục đích của học thuyết này khá rõ ràng: tập trung và nắm giữ quyền lực chính trị và tài sản bằng mọi giá. Hậu quả của điều này đã rõ ràng, bao gồm việc tôn vinh chủ nghĩa dân túy, sự phá hủy liên tục các thể chế công và tư và sự rời xa các nguyên tắc của luật pháp, dân chủ và thị trường tự do".